# Achillea oxyloba
Espèce
Achillea oxyloba est une espèce de plantes de la famille des Asteracées.